# Gyros

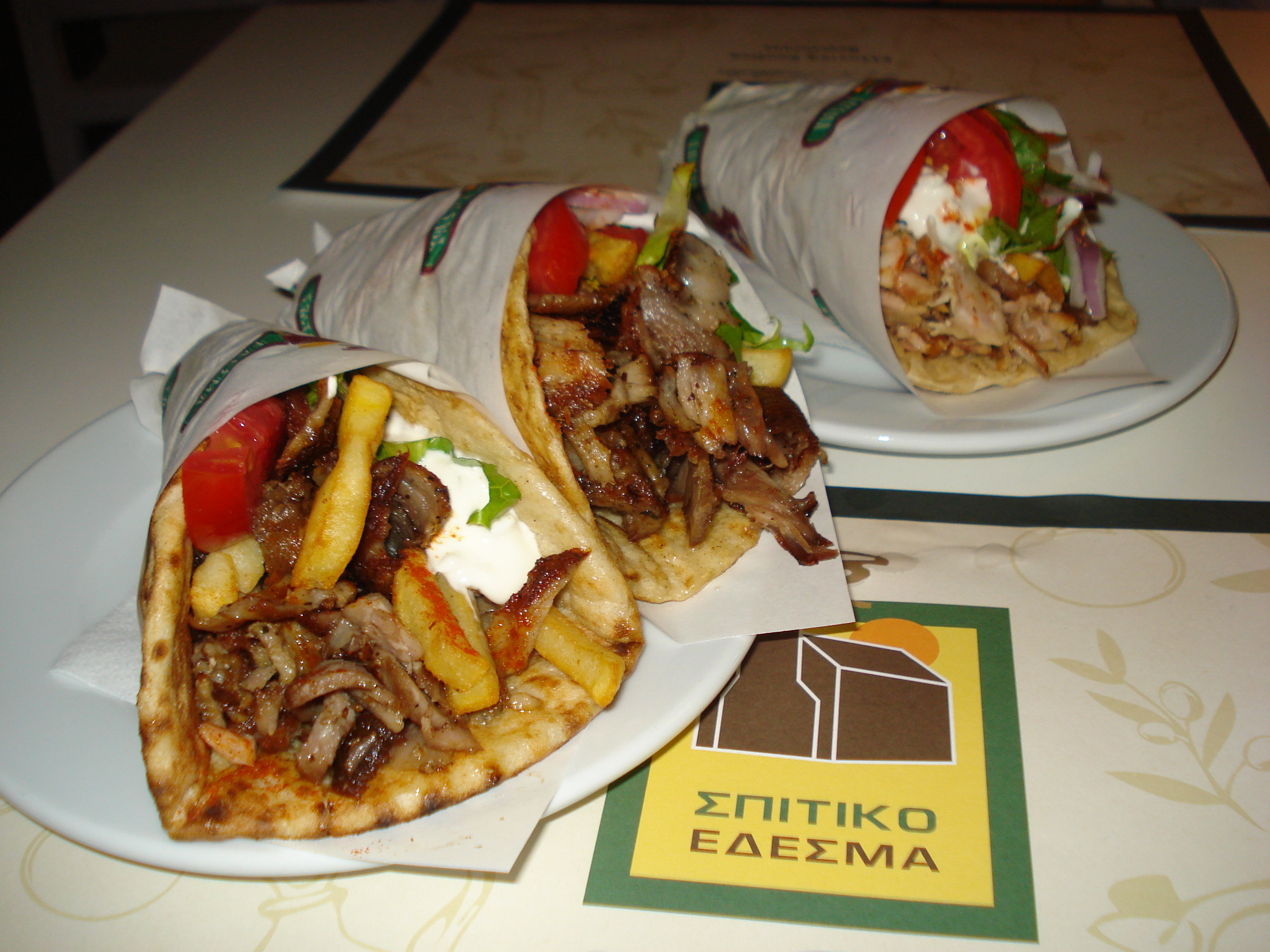
Gyros-Sandwich/Wrap in Griechenland mit Schweinefleisch (die beiden vorderen) bzw. Hühnchen, Zwiebeln, Tomaten, Salat, Pommes frites und Tzatziki in einer Pita

Das Gyros (griechisch γύρος, gíros bzw. [ˈʝirɔs], Kreisel, Runde, hier gedrehter Grillspieß) bezeichnet eine griechische Zubereitungsart für Fleisch und ist dem türkischen Döner Kebab in der äußerlichen Form und Zubereitungsart ähnlich, unterscheidet sich aber wesentlich von ihm darin, dass für die Zubereitung des klassischen Gyros traditionell Fleischstücke vom Schwein verwendet werden.

## Geschichte

### Etymologie des Begriffs
Der Begriff Gyros hat im Griechischen viele Bedeutungen: Die häufigste und ursprüngliche ist Kreisel oder Runde. Er entspricht auch dem französischen Begriff Tour. So bezeichnet man etwa die Tour de France im Griechischen als Gyros tis Gallias (Γύρος της Γαλλίας) (Rundfahrt Frankreichs). Das Verb zu Gyros ist gyrizo (Ich drehe oder ich umfahre). Nur im gastronomischen Kontext steht der Begriff Gyros für den Drehspieß und entspricht dem türkischen Döner. Im Italienischen ist das Wort seit der Renaissance als Giro übernommen worden und fand von dort auch seinen Weg ins Deutsche, etwa als Girokonto. In Zusammenhang mit Geräten taucht der Begriff z. B. Anfang des 19. Jahrhunderts für die Bezeichnung des Gyroskops auf, eines Navigationsgeräts.

### Grillgerät

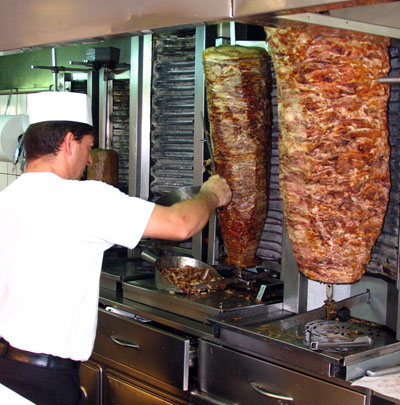
Gyrosspieße in griechischem Imbiss

Es ist anzunehmen, dass erst das horizontale Grillen existierte und später erst das vertikale. Beide Versionen finden sich in vielen Kulturen. Bis in die 1960er Jahre sind auch Grillgeräte mit einer Kurbel in Griechenland anzutreffen.
Das Gyros verdankt seinen Durchbruch vornehmlich der Entwicklung moderner Grillgeräte. Die Entwicklung des vertikalen Grillgeräts ergab sich aus dem oft geringen Platzangebot.
In Deutschland begann die Fertigung von Grillgeräten 1980 durch die Firma Polydor in Lübbecke und ab 1983 auch durch Potis in Göttingen. Beide Firmen vertrieben zunächst deutschland- und europaweit. Inzwischen exportieren beide die Geräte weltweit, darunter auch nach Griechenland und in die Türkei. Vom Potis-Grillgerät existieren auch zahlreiche unlizenzierte Nachbauten und Fälschungen. Einige davon sind Teilfälschungen, an denen Ersatzteile mit Herstellerlogo auf gefälschten Geräten angebracht werden. Gyros-Grillgeräte sind elektrisch- oder gasbeheizt, der Antrieb ist stets elektromotorisch. Der Motor befindet sich oben oder unten und dreht rechts oder links. Das Gehäuse ist aus Edelstahl, im unteren Bereich befindet sich eine Fettauffangschale.

## Verbreitung

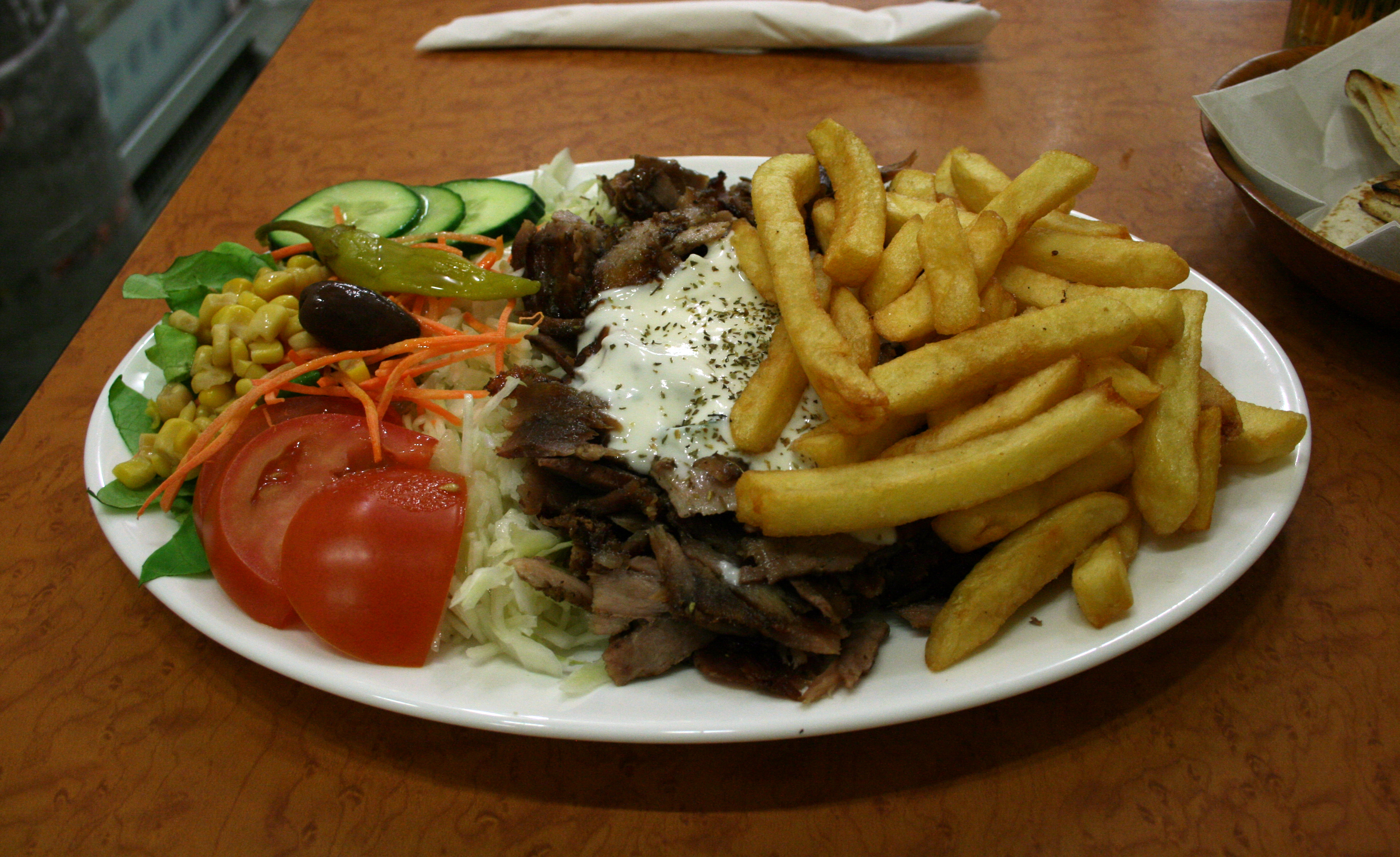
Gyros-Teller mit Pommes frites und Salat

Das Gyros ist in Griechenland und vielen Ländern mit griechischstämmigen Einwohnern zu finden, wie den USA oder Deutschland. In einigen Ländern wird das Gyros unter anderen Bezeichnungen geführt, so heißt es in Brasilien churrasco grego und in Frankreich sandwich grec. Die Einführung des Gyros in den USA ist zwischen 1965 und 1968 belegt. Anzunehmen ist, dass dies etwa zur gleichen Zeit in Deutschland geschah. Die US-amerikanische Fachzeitschrift Shepherd veröffentlichte 1972 den Artikel It’s the Gyro – pronounced Gear-O, in dem am Beispiel einer Pita-Gyros (die dort „lamb burger“ genannt wird) die Eignung von Gyros für Lamm gezeigt wurde.
In den 1980er-Jahren war das Gyros in Westdeutschland sehr beliebt. Bis in die 1970er-Jahre wurden griechische Drehspießgeräte eingesetzt, anschließend mit der Fertigung in Deutschland, nahezu ausschließlich deutsche.
Die Zubereitung des Fleischspießes setzt eine Abschätzung des Bedarfs voraus. Da in der Gastronomie große Schwankungen üblich sind, wird der Gewinn durch das Wegwerfen des Restes geschmälert. Was übrigbleibt, kann nicht am Tag darauf verwendet werden. Preislich muss der Gastronom also einen gewissen Puffer einkalkulieren.

## Zutaten und Zubereitung
Zu Gyros werden normalerweise besonders weiche Stücke des Schweins verarbeitet, meistens Schweinenacken. Das charakteristische Aroma entsteht durch eine Würzung mit Salz, Pfeffer, Knoblauch, Oregano und Thymian. Teilweise finden außerdem Kreuzkümmel, Majoran und Koriander Verwendung. Vereinzelt werden auch Hühnerfleischstücke (Hühnerfleischgyros) für Kalorienbewusste, Lamm- und seltener auch Rindfleischstücke zu Gyros verarbeitet. Dies entspricht jedoch nicht der traditionellen griechischen Zubereitung. Bei der Zubereitung werden viele Lagen des gewürzten Schweinefleischs auf einen Spieß gesteckt und vor einem vertikalen Grill gedreht. Die jeweils frisch gegarten äußeren Schichten des Fleisches werden laufend abgeschnitten und können zu verschiedenen Gerichten verarbeitet werden:
- Das häufigste Gericht ist Gyros Pita. Dabei wird Gyros auf einem Teigfladen, der Pita, unter Zugabe von Tomaten, Zwiebeln, Tsatsiki und in einigen Fällen auch Krautsalat serviert.
- Eine weitere Variante ist Gyros als Hauptspeise zu servieren oder es in einer Auflaufform zusammen mit einer Sauce und weiteren Zutaten wie Champignons oder Paprika mit Käse zu überbacken. Als Beilagen werden häufig Pommes frites oder Reis und gemischter Salat oder Krautsalat serviert. Oft wird auch Reis mit Oregano- oder Majoranwürzung gereicht.
- Eine dieser Varianten lässt sich in Form einer Pizza servieren, indem man das Gyros samt Beilagen in einen mit Käse gefüllten Pizzateig rollt, der von außen mit einer Tomatensauce bestrichen und dann nochmals mit Käse abgedeckt wird und so in den Ofen kommt.
- Ebenso wird Gyros auch in einem halb aufgeschnittenen Brot oder einem Fladenbrot als σάντουιτς („Sandwich“), nach Geschmack mit Saucen und Zwiebeln und Pommes frites angeboten. Das Gericht wird üblicherweise nicht im Ganzen verspeist, sondern wie ein Tellergericht mit Fingern oder Gabel aus dem offenen Brot.